# Santiago Street Circuit
Het Santiago Street Circuit is een stratencircuit in Santiago, de hoofdstad van Chili. Op 3 februari 2018 was het circuit voor het eerst gastheer van een Formule E-race, de ePrix van Santiago. Deze race werd gewonnen door Techeetah-coureur Jean-Éric Vergne, terwijl zijn teamgenoot André Lotterer voor de eerste 1-2 voor een team uit de geschiedenis van de Formule E zorgde.

## Ligging
Het circuit is 2,46 kilometer lang en heeft twaalf bochten, zeven naar rechts en vijf naar links. Het circuit begint op de Avenue Santa María aan de noordkant van de Mapocho en steekt de rivier over op de Pío Nono-brug. Vervolgens loopt het rond de Plaza Baquedano en gaat het over de Alameda, de hoofdstraat van Santiago, naar het westen tot aan het Centro Cultural Gabriela Mistral, waar het terug naar het oosten gaat en het Parque Forestal oversteekt. Nadat het circuit de Cardenal Caro Avenue heeft gevolgd, draait het naar het noorden langs het Museo Nacional de Bellas Artes en steekt de rivier opnieuw over, waarna de ronde compleet is.

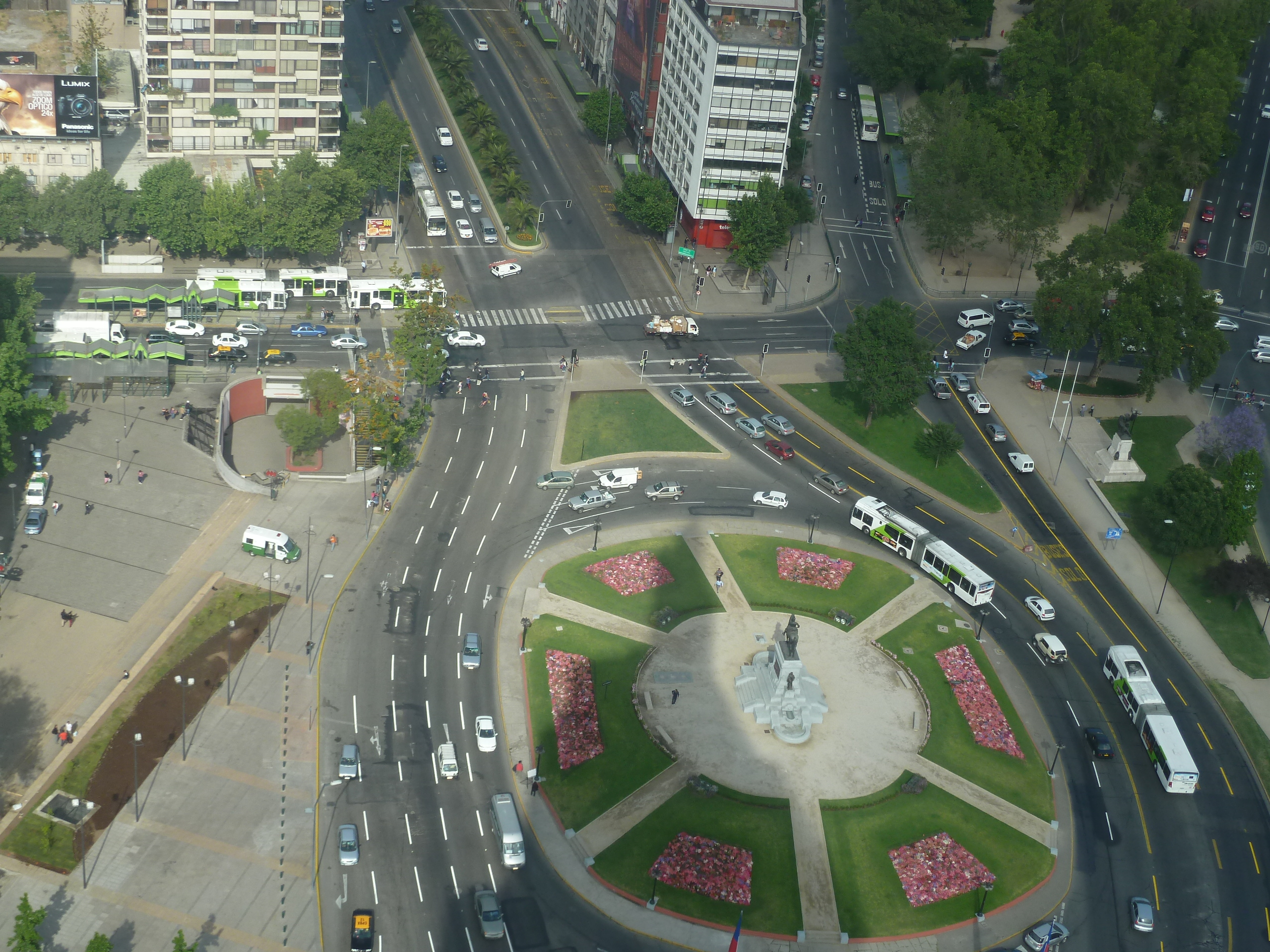
Plaza Baquedano
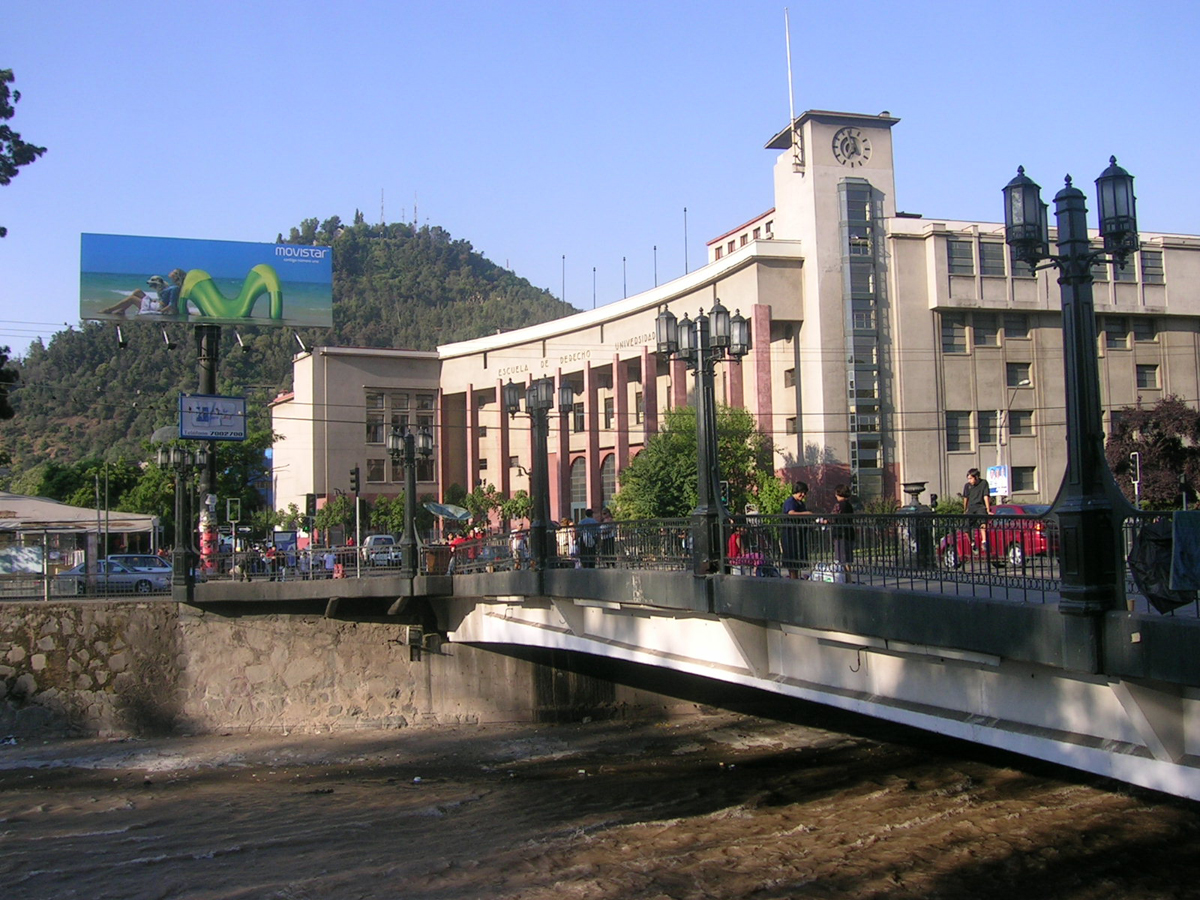
Pío Nono-brug
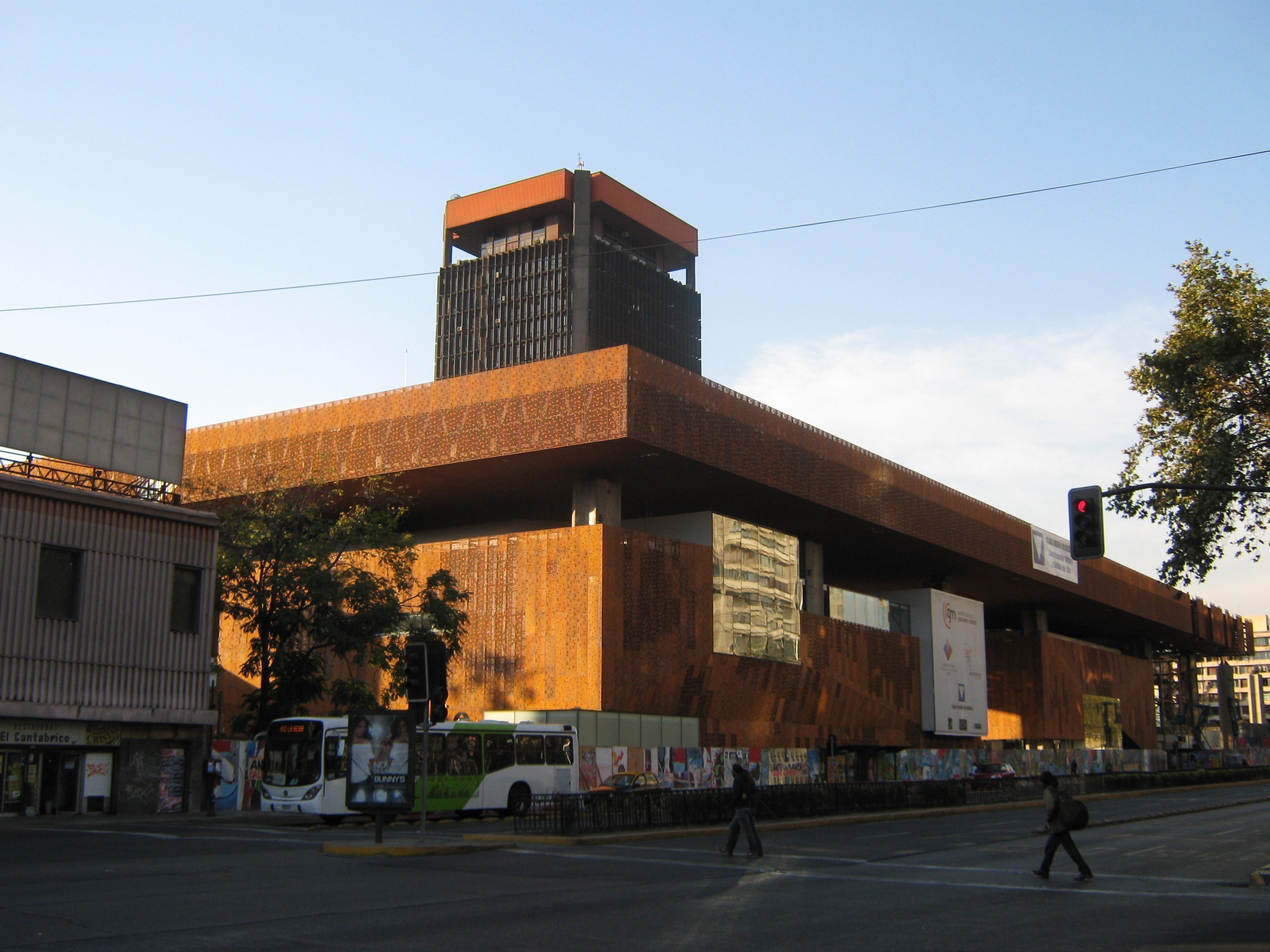
Centro Cultural Gabriela Mistral
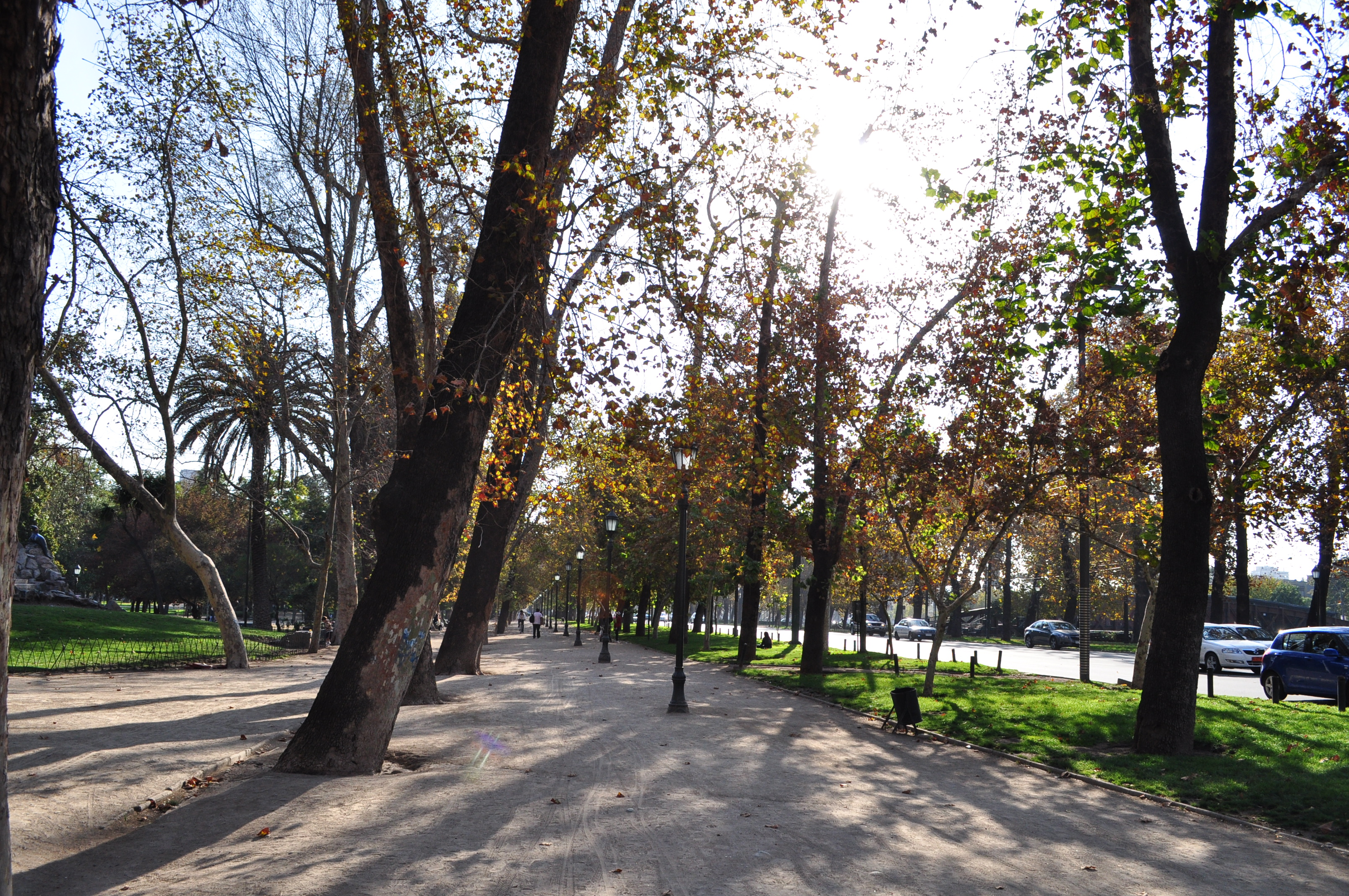
Parque Forestal
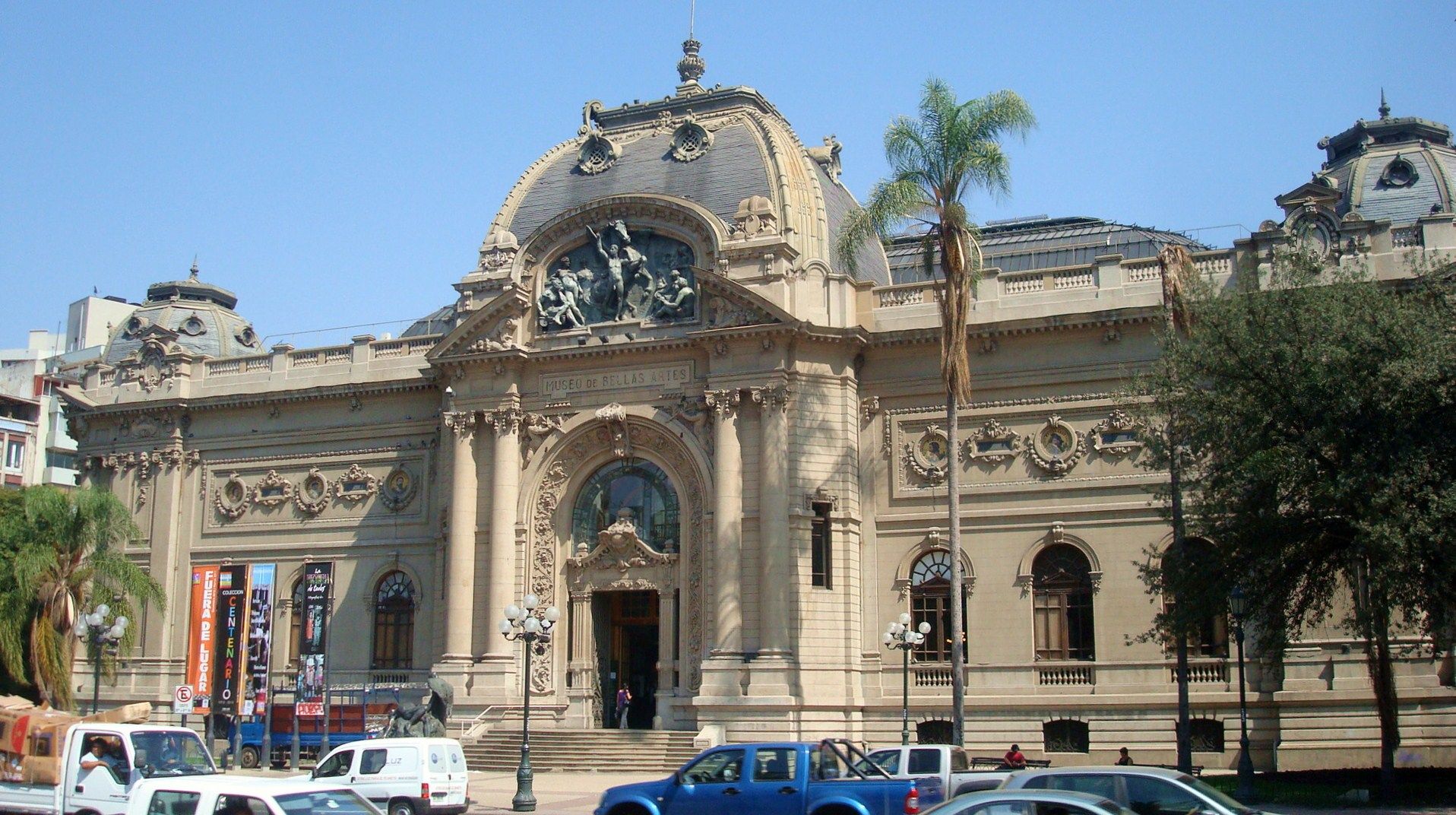
Museo Nacional de Bellas Artes